# هوناه (آلاسکا)
هوناه (به انگلیسی: Hoonah) شهری در ناحیه سرشماری هوناه-آنگون ایالت آلاسکا است که جمعیت آن در سرشماری سال ۲۰۰۰ میلادی ۸۶۰ نفر بوده‌است.